# Olympiakos Syndesmos Filathlon Pireos (pallanuoto)
L'Olympiakos Syndesmos Filathlon Pireos è la sezione di pallanuoto dell'Olympiakos, polisportiva della città del Pireo. 

## Storia
Ha vinto due Coppe dei Campioni, una Supercoppa Europea, trentanove campionati greci e ventisei coppe nazionali. È stata la prima squadra nella storia della pallanuoto e l'unica squadra greca ad aver vinto il grande slam (campionato, coppa nazionale, Coppa dei Campioni e Supercoppa Europea), nella stagione 2001-02. Ha anche una squadra femminile che ha vinto tre Coppe dei Campioni, una Coppa LEN, tre Supercoppe Europee, quindici campionati e sei coppe nazionali. 
Ha una rivalità con l'Ethnikos, l'altra principale squadra di pallanuoto della città del Pireo.

### I successi europei
Nel 1997 e 1998 l'Olympiakos è finalista in Coppa delle Coppe. Nel 2001 si ferma in finale di Coppa dei Campioni, mentre nel 2002 ha conquistato il trofeo a Budapest: in semifinale i greci superarono lo Jug Dubrovnik, vendicando così la sconfitta patita un anno prima nella finalissima, e poi sconfissero i padroni di casa dell'Honvéd. L'allenatore era Zoltán Kásás, campione mondiale con la Nazionale nel 1973 a Belgrado e padre di Tamás, semifinalista in quella occasione con il Posillipo.
Questa la squadra campione d'Europa per la prima volta:
Themis Chatzis, Theodoros Chatzitheodorou, Nikolaos Deligiannis, Alexandros Gianniotis, Theodoros Kalakonas, Dimitrios Kravaritis, Arsenis Maroulis, Athanasios Platanitis, Georgios Psychos, Ioannis Thomakos, Petar Trbojević, Antōnīs Vlontakīs, Gerasimos Voltyrakīs. Allenatore: Zoltán Kásás.
Nel 2018 conquista il secondo titolo europeo della sua storia, in un quinquennio in cui si giocò anche altre due finali di Eurolega (nel 2015 e nel 2019) e una di Supercoppa LEN (2019).

## Rosa maschile 2025-2026
| N° |                     | Ruolo | Giocatore                |
| -- | ------------------- | ----- | ------------------------ |
|    | Grecia (bandiera)   | P     | Emmanouīl Zerdevas       |
|    | Grecia (bandiera)   | P     | Panagiotis Tzortzatos    |
|    | Grecia (bandiera)   | P     | Andreas Ydraios          |
|    | Croazia (bandiera)  | CB    | Luka Lončar              |
|    | Grecia (bandiera)   | A     | Nikolaos Gkillas         |
|    | Grecia (bandiera)   | CV    | Kōnstantinos Genidounias |
|    | Grecia (bandiera)   | A     | Giannīs Fountoulīs       |
|    | Grecia (bandiera)   | D     | Kōnstantinos Gouvīs      |
|    | Ungheria (bandiera) | A     | Gergő Zalánki            |

| N° |                     | Ruolo | Giocatore                |
| -- | ------------------- | ----- | ------------------------ |
|    | Grecia (bandiera)   | A     | Ioannis Alafragkis       |
|    | Grecia (bandiera)   | A     | Dīmitrios Dīmou          |
|    | Grecia (bandiera)   | CB    | Konstantinos Kakaris     |
|    | Grecia (bandiera)   | CB    | Dimitris Nikolaidis      |
|    | Grecia (bandiera)   | A     | Alexandros Papanastasiou |
|    | Grecia (bandiera)   | A     | Evangelos Pouros         |
|    | Grecia (bandiera)   | A     | Spyridon Lykoudis        |
|    | Ungheria (bandiera) |       | Dániel Angyal            |

### Staff tecnico
- Allenatore:  Giorgos Doskas

## Rosa femminile 2024-2025
| N° |                        | Ruolo | Giocatore                 |
| -- | ---------------------- | ----- | ------------------------- |
| 1  | Stati Uniti (bandiera) | P     | Mia Rycrow                |
| 13 | Grecia (bandiera)      | P     | Eftyhia Konstantopoulou   |
| 13 | Grecia (bandiera)      | P     | Maria Karagianni          |
| 2  | Grecia (bandiera)      | A     | Amalia Christodoulou-Aout |
| 3  | Grecia (bandiera)      | CB    | Denia Koureta             |
| 4  | Grecia (bandiera)      | A     | Stefania Santa            |
| 5  | Grecia (bandiera)      | A     | Foteini Tricha            |
| 6  | Australia (bandiera)   | A     | Abby Andrews              |

| N° |                   | Ruolo | Giocatore             |
| -- | ----------------- | ----- | --------------------- |
| 7  | Grecia (bandiera) | A     | Christina Siouti      |
| 8  | Grecia (bandiera) | D     | Margarita Plevitrou   |
| 9  | Grecia (bandiera) | A     | Eirini Ninou          |
| 10 | Grecia (bandiera) | CB    | Maria Myriokefalitakī |
| 11 | Grecia (bandiera) | D     | Sofia Tornarou        |
| 12 | Grecia (bandiera) | A     | Vasilikī Plevitrou    |
| 14 | Grecia (bandiera) | A     | Despoina Drakotou     |
| 15 | Grecia (bandiera) | A     | Anastasia-Maria Bikou |

### Staff tecnico
- Allenatore:  Dimitris Kravaritis

## Allenatori celebri
| - Ivo Trumbić - Nikos Loukatos - Boris Popov - Mile Nakić - Nikola Stamenić - Dragan Matutinović - Zoltán Kásás - Veselin Đuho - Vangelis Pateros - Thodoris Vlachos |

## Palmarès

### Squadra maschile

#### Trofei nazionali
- Campionato greco: 39

1927, 1933, 1934, 1936, 1947, 1949, 1951, 1952, 1969, 1971, 1992, 1993, 1995, 1996, 1999, 2000, 2001, 2002, 2003, 2004, 2005, 2007, 2008, 2009, 2010, 2011, 2013, 2014, 2015, 2016, 2017, 2018, 2019, 2020, 2021, 2022, 2023, 2024, 2025
- Coppa di Grecia: 26

1992, 1993, 1997, 1998, 2001, 2002, 2003, 2004, 2006, 2007, 2008, 2009, 2010, 2011, 2013, 2014, 2015, 2016, 2018, 2019, 2020, 2021, 2022, 2023, 2024, 2025
- Supercoppa di Grecia: 5

1997, 1998, 2018, 2019, 2020

#### Trofei internazionali
- Coppa dei Campioni/Eurolega: 2

2002, 2018
- Supercoppa LEN: 1

2002

### Squadra femminile

#### Trofei nazionali
- Campionato greco: 15

1995, 1998, 2009, 2011, 2014, 2015, 2016, 2017, 2018, 2019, 2020, 2021, 2022, 2023, 2024
- Coppa di Grecia: 6

2018, 2020, 2021, 2022, 2023, 2025
- Supercoppa di Grecia: 2

2020, 2024

#### Trofei internazionali
- LEN Euro League Women: 3

2015, 2021, 2022
- Coppe LEN: 1

2014
- Supercoppa LEN: 3

2015, 2021, 2022